# 杭州地铁18号线
杭州地铁18号线，早期规划名32号线、南北快线，是杭州地铁规划中的一条地铁线路，南起杭州市萧山区义桥镇，经滨江区、上城区，北至临平区运河街道，连接义桥、三江汇、白马湖、互联网小镇、望江新城、城东新城、钱塘智慧城、临平新城等片区，是一条贯穿市区南北方向的快速联系通道，与19号线共同组成市区地铁快线十字骨架。

## 历史
- 2021年7月，杭州地铁集团发布《杭州市城市轨道交通第四期建设规划环评公众意见征询》，其中包括本线的义桥站至世纪大道站区间19座车站，长度约48.0公里。[2]
- 2023年10月18日，SG18-11标段黎明站首幅地下连续墙开槽完成，钢筋笼成功吊装并顺利入槽，完成浇筑水下混凝土，标志着杭州地铁18号线正式开工。[3]
- 2023年12月19日，《杭州地铁18号线一期工程环境影响报告书（公示稿）》发布。本线全长48.3km，设18座车站及1座预留车站。线路设乔司车辆基地和义桥停车场，采用A型车4节编组，远期扩编至6节编组。

## 站点

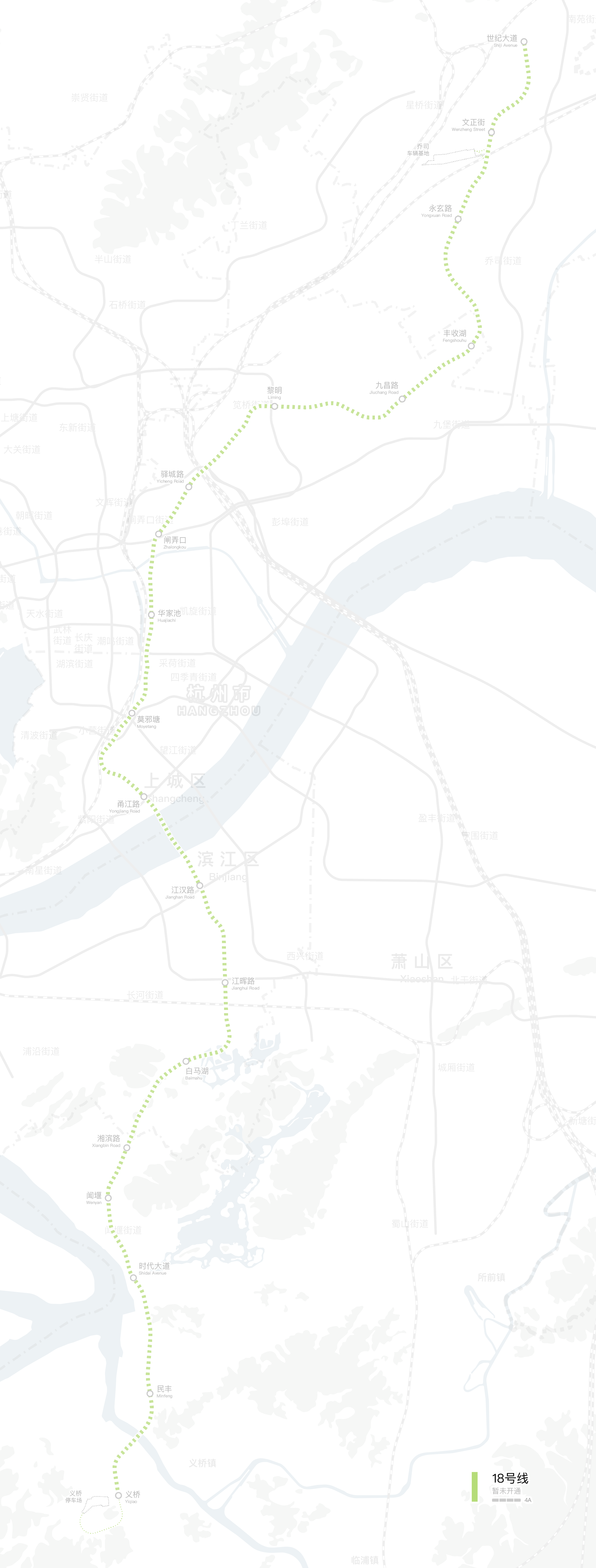
杭州地铁18号线线路图，按实际走向绘制

### 换乘站
18号线共有11座车站可与已开通及建设中线路换乘。此外，另有4座车站预留了与远期规划线路相关的换乘结构。

#### 未来换乘站
- 184 闻堰 — 换乘4号线 L型换乘
- 185 江晖路 — 换乘5号线 通道换乘
- 186 江汉路 — 换乘6号线 通道换乘
- 184 甬江路 — 换乘4号线 通道换乘
- 187 莫邪塘 — 换乘7号线 通道换乘
- 1815 华家池 — 换乘15号线 T型换乘
- 181 闸弄口 — 换乘1号线 通道换乘
- 1819 驿城路 — 换乘19号线 通道换乘
- 184 黎明 — 换乘4号线 通道换乘
- 18杭海 文正街 — 换乘杭海城际 L型换乘
- 183 世纪大道 — 换乘3号线 L型换乘

#### 预留换乘站
- 1810 时代大道 — 预留通道换乘条件
- 1817 湘滨路 — 同台换乘，预留换乘条件
- 1824 白马湖 — 预留通道换乘条件
- 1820 丰收湖 — 预留换乘节点

### 车站列表
| 区段 | 站名     | 里程 （千米） | 换乘路线           | 所在地 | 站台形式     | 启用日期     |
| ---- | -------- | ------------- | ------------------ | ------ | ------------ | ------------ |
| 一期 | 义桥     |               | 不適用             | 萧山区 | 地下二层岛式 | 未开通       |
| 一期 | 民丰     |               | 不適用             | 萧山区 | 地下二层岛式 | 未开通       |
| 一期 | 时代大道 |               | 不適用             | 萧山区 | 地下二层岛式 | 未开通       |
| 一期 | 闻堰     |               | █ 4号线（在建）    | 萧山区 | 地下三层岛式 | 未开通       |
| 一期 | 湘滨路   |               | 不適用             | 萧山区 | 地下二层岛式 | 未开通       |
| 一期 | 白马湖   |               | 不適用             | 滨江区 | 地下二层岛式 | 未开通       |
| 一期 | 江晖路   |               | █ 5号线            | 滨江区 | 地下三层岛式 | 未开通       |
| 一期 | 江汉路   |               | █ 6号线            | 滨江区 | 地下五层岛式 | 未开通       |
| 一期 | 甬江路   |               | █ 4号线            | 上城区 | 地下三层侧式 | 未开通       |
| 一期 | 莫邪塘   |               | █ 7号线            | 上城区 | 地下五层岛式 | 未开通       |
| 一期 | 华家池   |               | █ 15号线（在建）   | 上城区 | 地下二层岛式 | 未开通       |
| 一期 | 闸弄口   |               | █ 1号线            | 上城区 | 地下三层岛式 | 未开通       |
| 一期 | 驿城路   |               | █ 19号线           | 上城区 | 地下二层岛式 | 未开通       |
| 一期 | 黎明     |               | █ 4号线            | 上城区 | 地下三层岛式 | 未开通       |
| 一期 | 九昌路   |               | 不適用             | 上城区 | 地下二层岛式 | 未开通       |
| 一期 | 丰收湖   |               | 不適用             | 上城区 | 地下二层岛式 | 未开通       |
| 一期 | 永玄路   |               | 不適用             | 临平区 | 地下二层岛式 | 预留设站条件 |
| 一期 | 文正街   |               | █ 杭海城际（在建） | 临平区 | 地下二层岛式 | 未开通       |
| 一期 | 世纪大道 |               | █ 3号线（在建）    | 临平区 | 地下二层岛式 | 未开通       |